# Peniocereus striatus
Peniocereus striatus là một loài thực vật có hoa trong họ Cactaceae. Loài này được (Brandegee) Buxb. mô tả khoa học đầu tiên năm 1975.